# 來陽戰鬥
來陽戰鬥發生於1930年6月26日－7月14日，地點則是在中國湘東南一帶，是國民革命軍內部所發生的內戰戰鬥之一。來陽戰鬥的交戰雙方，一方為粵軍蔣光鼐部，另一方為桂軍黃紹雄部。